# Coppa CEV 1997-1998 (femminile)
La Coppa CEV di pallavolo femminile 1997-1998 è stata la 18ª edizione del terzo torneo pallavolistico europeo per squadre di club; iniziata con la fase preliminare il 28 novembre 1997, si è conclusa con la final-four di Mulhouse, in Francia, l'8 marzo 1998. Al torneo hanno partecipato 46 squadre e la vittoria finale è andata per la terza volta alla Pallavolo Reggio Emilia.

## Squadre partecipanti
| - Albacete - Emlakbank - Iōnikos Neas Filadelfeias - Ávila - Poštar - Rapid Bucarest - NIM SE - Castêlo da Maia - Dinamo-Metar - Teuta - Uraločka - VDK Gent | - Nadezhda Gomel - Neman Grodno - Güneş Sigorta - Kaštela - DJK Karbach - Asteríx Kieldrecht - Hakiryatim Kiryat Haim - OK Lukavac - Madeira - Mamer - Branik - ASPTT Mulhouse | - Dynamo-Dženestra - Pollux - Olomouc - Volco - Osijek - VTC Pezinok - Virtus Reggio Calabria - Reggio Emilia - Filathlītikos Salonicco - Željezničar Sarajevo - Schweriner | - Kanti - Senica - Stella Rossa - Tirana - Černo More Varna - Vilacondense - Villebon - RSR Walfer - Wattwil - VC Wolfurt - Orbita |

## Primo turno

### Squadre qualificate
| - Ávila - Rapid Bucarest - Uraločka - DJK Karbach - Asteríx Kieldrecht | - Dynamo-Dženestra - Pollux - Filathlītikos Salonicco - Kanti - Villebon |

## Ottavi di finale

### Squadre qualificate
- Uraločka
- Güneş Sigorta
- ASPTT Mulhouse
- Dynamo-Dženestra
- Pollux
- Virtus Reggio Calabria
- Reggio Emilia
- Villebon

## Quarti di finale

### Squadre qualificate
| - Güneş Sigorta - ASPTT Mulhouse - Virtus Reggio Calabria - Reggio Emilia |

## Final-four
La final four si è disputata a Mulhouse ( Francia). Le semifinali si sono giocate il 7 marzo mentre le finali per il terzo e il primo posto l'8 marzo.

### Finali 1º - 3º posto
|  | Semifinali             | Semifinali             | Semifinali             |                        |               | Finale 1º/2º posto | Finale 1º/2º posto | Finale 1º/2º posto |  |
|  |                        |                        |                        |                        |               |                    |                    |                    |  |
|  | Reggio Emilia          | Reggio Emilia          | 3                      |                        |               |                    |                    |                    |  |
|  | Reggio Emilia          | Reggio Emilia          | 3                      |                        |               |                    |                    |                    |  |
|  | Güneş Sigorta          | Güneş Sigorta          | 0                      |                        |               |                    |                    |                    |  |
|  | Güneş Sigorta          | Güneş Sigorta          | 0                      |                        | Reggio Emilia | Reggio Emilia      | 3                  |                    |  |
|  |                        |                        |                        |                        | Reggio Emilia | Reggio Emilia      | 3                  |                    |  |
|  |                        |                        | Virtus Reggio Calabria | Virtus Reggio Calabria | 0             |                    |                    |                    |  |
|  | Virtus Reggio Calabria | Virtus Reggio Calabria | Virtus Reggio Calabria | Virtus Reggio Calabria | 0             | 3                  |                    |                    |  |
|  | Virtus Reggio Calabria | Virtus Reggio Calabria |                        |                        |               | 3                  |                    |                    |  |
|  | ASPTT Mulhouse         | ASPTT Mulhouse         | 2                      |                        |               | Finale 3º/4º posto | Finale 3º/4º posto | Finale 3º/4º posto |  |
|  | ASPTT Mulhouse         | ASPTT Mulhouse         | 2                      |                        |               |                    |                    |                    |  |
|  |                        |                        |                        |                        |               |                    |                    |                    |  |
|  |                        |                        |                        |                        |               | Güneş Sigorta      | Güneş Sigorta      | 2                  |  |
|  |                        |                        |                        |                        |               | Güneş Sigorta      | Güneş Sigorta      | 2                  |  |
|  |                        |                        |                        |                        |               | ASPTT Mulhouse     | ASPTT Mulhouse     | 3                  |  |